# Usanze d'allora
Usanze d'allora (The Pursuit of Happiness) è un film del 1934 diretto da Alexander Hall.

## Trama
Al tempo della Guerra d'Indipendenza Americana un giovane tedesco si arruola nelle truppe inglesi per combattere gli insorti. Quando però capita nella casa di un pastore protestante, fervente sostenitore dell'indipendenza dagli inglesi, il giovane si innamora della sua bella figlia ed alla fine il padre di lei si arrenderà.